# Isabelle (personage)
Isabelle is een personage in de computerspelserie Animal Crossing ontwikkeld door Nintendo. Het personage maakt haar debuut in het spel Animal Crossing: New Leaf uit 2012.

## Uiterlijk en kenmerken
Isabelle is een antropomorfe hond van het ras Shih tzu. Ze is vriendelijk, hardwerkend, dienstbaar en soms wat onhandig. Isabelle is gemeentelijk ambtenaar en heet de speler welkom in het spel.
Vanaf 2013 is ze een terugkerend personage in de Animal Crossing-reeks en werd een prominent figuur binnen de franchise. Ook verscheen Isabelle als speelbaar personage in andere computerspellen, zoals Mario Kart 8 en Super Smash Bros. Ultimate.

## Verschijningen
Isabelle verschijnt in de volgende Animal Crossing-spellen:
| Titel                                | Jaar | Platform     | Speelbaar |
| ------------------------------------ | ---- | ------------ | --------- |
| Animal Crossing: New Leaf            | 2013 | Nintendo 3DS | Nee       |
| Animal Crossing: Happy Home Designer | 2015 | 3DS          | Nee       |
| Animal Crossing: amiibo Festival     | 2015 | Wii U        | Ja        |
| Animal Crossing: Pocket Camp         | 2017 | Android, iOS | Nee       |
| Animal Crossing: New Horizons        | 2020 | Switch       | Nee       |

Daarnaast is Isabelle ook te zien in de spellen:
| Titel                               | Jaar | Platform   | Speelbaar |
| ----------------------------------- | ---- | ---------- | --------- |
| Mario Kart 8                        | 2014 | Wii U      | in DLC    |
| Super Smash Bros. voor 3DS en Wii U | 2014 | 3DS, Wii U | Nee       |
| Monster Hunter 4 Ultimate           | 2015 | New 3DS    | Ja        |
| Yoshi's Woolly World                | 2015 | Wii U      | Ja        |
| Super Mario Maker                   | 2015 | Wii U      | Ja        |
| Miitopia                            | 2016 | 3DS        | Ja        |
| Mario Kart 8 Deluxe                 | 2017 | Switch     | Ja        |
| Super Smash Bros. Ultimate          | 2018 | Switch     | Ja        |